# Ivanna Sakhno
Ivanna Anatoliyivna Sakhno (ukránul: Іванна Анатоліївна Сахно, Ivanna Anatolijivna Szahno) (Kijev, 1997. november 14. –) ukrán színésznő.

## Élete és pályafutása
Színészcsaládba született, édesapja, Anatolii operatőr, édesanyja, Galina pedig filmrendező. Miután eldöntötte hogy színésznő lesz, 13 évesen Vancouverbe ment, hogy angolul tanuljon, majd 16 évesen, 2013-ban Hollywoodban telepedett le, és itt kezdte el színészi pályafutását.[forrás?]
Első komolyabb szerepeit 2018-ban kapta, a Tűzgyűrű: Lázadás című sci-fiben, valamint A kém, aki dobott engem című akcióvígjátékban. Legismertebb szerepe a 2023-ban bemutatott Ahsoka sorozat, ahol a sötét jedi, Shin Hati szerepében volt látható.
Politikai aktivistaként is tevékenykedik, támogatja hazáját az orosz agresszióval szemben, így a 2022-es orosz invázió ellen is többször felszólalt.

## Filmográfia

### Film
| Év   | Magyar cím              | Eredeti cím           | Szerep         | Magyar hang     |
| ---- | ----------------------- | --------------------- | -------------- | --------------- |
| 2013 |                         | Ivan the Powerful     | Mills          |                 |
| 2016 | Hegyi fények            | The Body Tree         | Helen          |                 |
| 2017 |                         | Can't Take It Back    | Morgan Rose    |                 |
| 2018 | Tűzgyűrű: Lázadás       | Pacific Rim Uprising  | Viktoria kadét | Csifó Dorina    |
| 2018 | A kém, aki dobott engem | The Spy Who Dumped Me | Nagyezsda      | Andrádi Zsanett |
| 2020 |                         | Let It Snow           | Mia            |                 |
| 2025 | M3GAN 2.0               | M3GAN 2.0             | Amelia         | Rujder Vivien   |

### Televízió
| Év   | Cím                                              | Szerep                   | Megjegyzés                                     |
| ---- | ------------------------------------------------ | ------------------------ | ---------------------------------------------- |
| 2005 | Lesya + Roma                                     |                          |                                                |
| 2006 | Zhenskie slyozy                                  |                          | tévéfilm                                       |
| 2008 | Uchitel muzyki                                   | Sasha                    | tévéfilm                                       |
| 2008 | Muzhchina dlya zhizni, ili Na brak ne pretenduyu | Jen'ka                   | tévéfilm                                       |
| 2009 | Kontrakt                                         |                          | tévéfilm                                       |
| 2009 | Veskoe osnovanie dlya ubiystva                   | Sasha 12 évesen          | minisorozat                                    |
| 2011 | Babye leto                                       | Masha                    |                                                |
| 2013 | Frodya                                           |                          | minisorozat                                    |
| 2016 | Chornyi Tsvetok                                  | Lera fiatalon            | minisorozat                                    |
| 2020 | High Fidelity                                    | Kat Monroe               | 2 epizód                                       |
| 2022 | La jeune fille et la nuit                        | Vinca Rockwell / Pauline | minisorozat                                    |
| 2023 | Ahsoka                                           | Shin Hati                | - főszereplő - magyar hangja: - Mikecz Estilla |

### Videóklipek
| Év   | Előadó | Cím            | Szerep | Forr.  |
| ---- | ------ | -------------- | ------ | ------ |
| 2023 | Hozier | Eat Your Young | A nő   | [ 14 ] |